# Черновский, Семён Александрович
Семён Александрович Черно́вский (1918—1983) — командир эскадрильи 22-го гвардейского бомбардировочного авиационного полка, гвардии капитан. Герой Советского Союза.

## Биография
Родился 10 января 1918 года в селе Черновское Каменского уезда Алтайской губернии (ныне Кочковский район, Новосибирская область). В 1927 году семья переехала в город Прокопьевск, а затем в город Сталинск. Здесь Семён окончил 7 классов и школу фабрично-заводского ученичества. С апреля 1936 года работал электрослесарем на Кузнецком металлургическом комбинате, окончил аэроклуб.
В декабре 1938 года добровольно вступил в Красную Армию и был направлен в лётную школу. В марте 1940 года окончил Новосибирскую военно-авиационную школу лётчиков. По распределению был направлен в 1-й скоростной бомбардировочный авиационный полк Сибирского военного округа. Летал на самолёте СБ.
В январе 1941 года полк был перебазирован в Туркмению. С конца августа по октябрь 1941 года принимал участие в Иранской кампании, базируясь на иранском аэродроме Гарган. В октябре 1941 года полк был переброшен на Западный фронт. В составе полка, преобразованного в ноябре 1942 года в 22-й гвардейский, лётчик Чернавский прошёл до конца войны. Воевал на Западном, 1-м Украинском фронтах. Член ВКП(б) с 1943 года.
На Западном фронте в боевую работу, кроме бомбардировок, входила разведка, фотографирование. В ходе Московской битвы авиаполк начал использовать практику ночных полётов. С января 1943 года в дополнение к другим обязанностям полк обеспечивал боеприпасами, продовольствием и обмундированием партизанские отряды, действовавшие в районах городов Брянск, Витебск. Производил буксировку планёров с людьми в тыл врага. За боевую работу на Западном фронте лейтенант Черновский был награждён двумя орденами Красного Знамени.
Летом 1943 года полк был перевооружена на новую технику — самолёт-бомбардировщик А-20G «Boston» и с апреля 1944 года вернулся к боевой работе на 1-м Украинском фронте. В августе 1944 года гвардии капитан Черновский принял командование эскадрильей.
К апрелю 1945 года гвардии капитан Черновский совершил 183 боевых вылета на бомбардировку войск и укреплений противника в ближнем тылу и на переднем крае обороны. Эскадрилья в период его командования совершила 318 боевых вылетов.
Указом Президиума ВС СССР от 29 июня 1945 года за образцовое выполнение боевых заданий командования на фронте борьбы с немецкими захватчиками и проявленные при этом отвагу и геройство гвардии капитану Черновскому Семёну Александровичу присвоено звание Героя Советского Союза с вручением ордена Ленина и медали «Золотая Звезда».
После войны продолжал службу в ВВС, в лёгко-моторной авиации. Затем работал в ДОСААФ, был начальником аэроклуба в городе Барнауле. С 1957 полковник С. А. Черновский — в запасе.
Жил в Воронеже. Скончался 8 мая 1983 года. Похоронен на Юго-Западном кладбище.

## Награды
- Герой Советского Союза;
- орден Ленина;
- два ордена Красного Знамени (6.1.1942; 14.8.1943);
- орден Александра Невского (31.10.1944);
- орден Красной Звезды;
- медали.

## Память
В городе Воронеже, на доме где жил Герой, улица Среднемосковская, дом 7, установлена мемориальная доска. В городе Новосибирске его имя увековечено на Алле Героев у монумента Славы.
12-я школа города Новокузнецка, которую закончил Семён Черновский носит его имя.